# Stanislas Rabiller
Pour les articles homonymes, voir Rabiller.
Stanislas Rabiller est un joueur français de volley-ball né le 22 février 1992 à La Roche-sur-Yon (Vendée). Il mesure 2,01 m et joue aux postes de réceptionneur-attaquant et d'attaquant.

## Biographie
Formé au club de La Roche Volley-Ball, il intègre le Pôle espoir de Talence en 2006, jouant en parallèle sa dernière saison avec La Roche VB en Nationale 3.
Il passe l'année suivante par le pôle France cadet de Châtenay-Malabry, jouant avec l'équipe de nationale 2 du centre, avant de faire partie du groupe espoir du CNVB à Montpellier, où il fera ses armes en Nationale 1 puis en Ligue B.
En 2011, il connaît sa première expérience en professionnel avec l'Arago de Sète où il jouera durant deux saisons, avant de rejoindre l'Avignon Volley-Ball à l'été 2013.
Il compte plusieurs sélections en équipe de France cadet avec laquelle il remporte le Championnat d'Europe des moins de 19 ans 2009 à Rotterdam (contre la Serbie 3-0).

## Clubs
| Club                | De        | À         |
| ------------------- | --------- | --------- |
| Arago de Sète       | 2011-2012 | 2012-2013 |
| Avignon Volley-Ball | 2013-2014 | 2013-2014 |
| Cambrai Volley-Ball | 2014-2015 | 2015-2016 |
| Tours Volley-Ball   | 2016-2017 | 2017-2018 |

## Palmarès
Championnat d'Europe des moins de 19 ans (1)
- Vainqueur : 2009

Coupe CEV (1)
- Vainqueur : 2017